# Kirchenpatronat
Das Kirchenpatronat oder Patronatsrecht (lateinisch ius patronatus), kurz auch Patronat, ist die Schirmherrschaft eines Landes- oder Grundherrn (auch einer Gebietskörperschaft oder einer juristischen Person) über eine Kirche, die auf seinem Gebiet liegt.

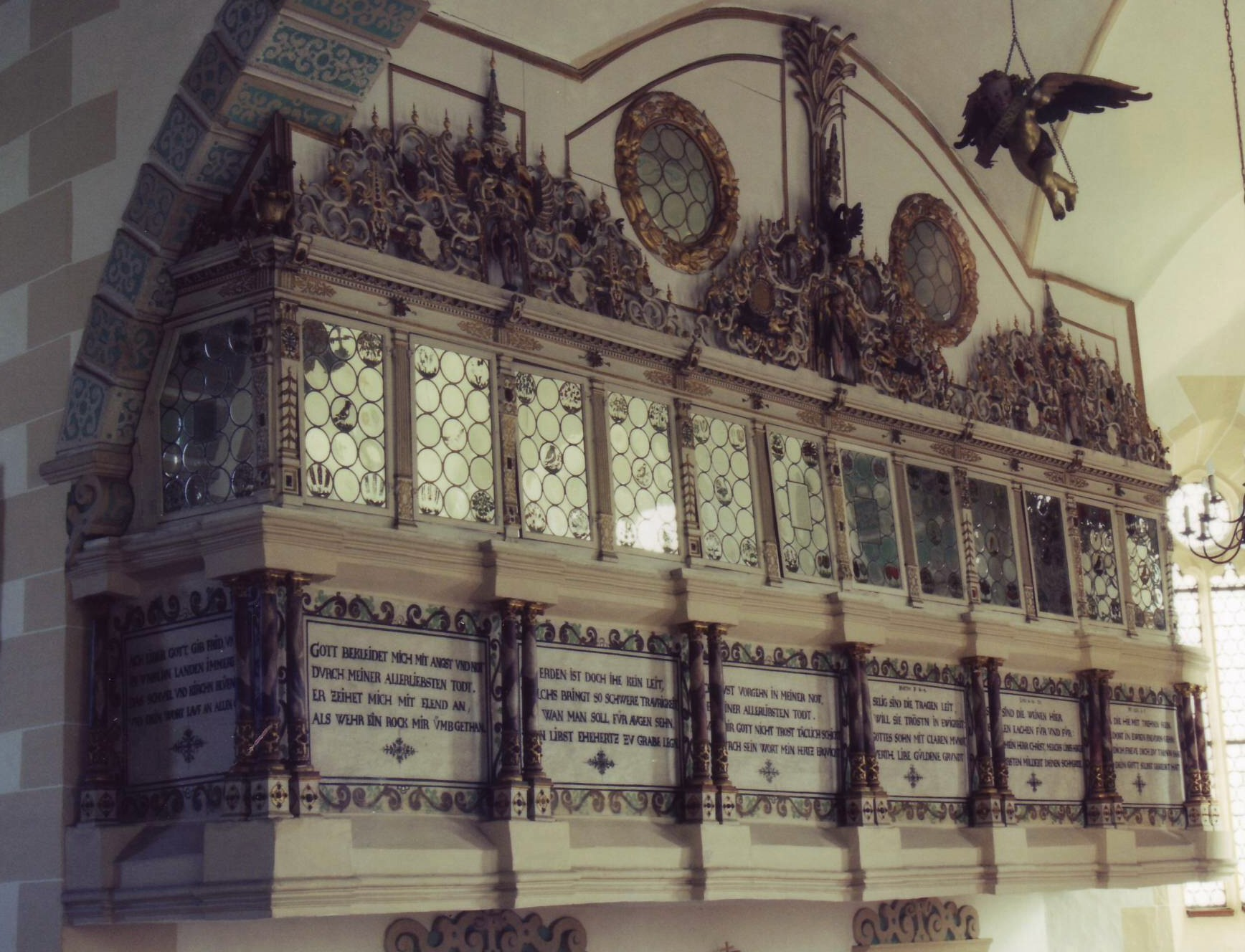
Eine Patronatsloge, St.-Annen-Kirche in Prießnitz bei Borna

## Begriffsdefinition
Patron ist die aus dem Lateinischen übernommene Entsprechung für Kirchherr (auch Kilchherr im Schweizer Sprachraum). Unter einem Kirchenpatronat versteht man allgemein eine Rechtsbeziehung zwischen einer Kirchengemeinde und ihrem Patron. Je nach rechtlicher Ausgestaltung kann ein Patronat von einer weiblichen oder männlichen Person wahrgenommen werden, die eine besondere Verantwortung für eine Kirche übernimmt; sei es in Form eines regelmäßig zu zahlenden Beitrages oder in Form einer Baulastverpflichtung.

## Historische Entstehung
Die Geschichte der Kirchenpatronate als Rechtskonstruktion reicht weit zurück. Das Kirchenpatronat entwickelte sich aus dem Eigenkirchenwesen des Mittelalters. Bis zur Zubilligung des Kirchenpatronats durch Papst Alexander III. im 12. Jahrhundert n. Chr. standen die meisten Kirchen im Eigentum adeliger Grundherren oder von Städten. Es handelte sich um Stiftungen zugunsten der Kirche.
Zwar durften die Stifter die Kirchen nicht ihrem Zweck entfremden. Die Stifter blieben aber dennoch rechtliche Eigentümer des Kirchengebäudes und des Pfrundguts. Das Patronatsrecht unterlag im Laufe der Zeit einem erheblichen Bedeutungswandel. Die Päpste bekämpften das Eigenkirchenrecht im Hochmittelalter. Alexander III. führte dennoch das Kirchenpatronat (auch Kirchensatz oder Kollaturrecht) ein, welches das Obereigentum des Stifters und dessen Rechtsnachfolger kirchenrechtlich verfestigte, aber auch die Nutzungsrechte der Pfarrer positivierte.

## Rechtliche Voraussetzungen
Zur Entstehung eines Kirchenpatronats waren folgende Voraussetzungen erforderlich: Die in Frage kommende Person musste einen kanonischen Erwerbstitel haben, sie musste fähig sein, Patron zu werden (juristische oder natürliche Person mit kirchlicher Fähigkeit), ein patronatsfähiges Objekt (z. B. eine Kirche) musste vorhanden sein, der künftige Patron musste eine kirchenobrigkeitliche Genehmigung zum Patronatserwerb erhalten. Es wird noch heute (2014) zwischen belasteten und unbelasteten Patronaten unterschieden. Die belasteten sind dingliche Patronate, die mit dem Eigentum eines Gutes verbunden sind, d. h. Patron ist jeweils der Eigentümer des mit dem Patronat verbundenen Landgutes, sofern er Mitglied der Kirche ist und sich zu ihren Grundsätzen bekennt.
Weil sich beide Rechtsinstitute in ihrer rechtlichen Ausformung sehr ähneln, wird das Patronat auch als erste Tochter des Eigenkirchenrechts und als ältere Schwester der Inkorporation bezeichnet. Die Erlangung des Patronatsrechtes, das im Mittelalter vermehrt in die Hände von Klöstern oder Domkapiteln gelegt wurde, war Voraussetzung für die Inkorporation einer Kirche bzw. Seelsorgesprengels in den Rechtsverband eines Stiftes.

## Rechte und Pflichten des Patrons
Zu den Pflichten eines Patrons gehört die Kirchenbaulast am Kirchengebäude und mitunter am Pfarrhaus, oft auch die Besoldung des Pfarrers und anderer Amtsträger der Kirche.
Die Rechte sind teils Ehrenrechte, z. B. auf einen besonderen Sitzplatz in der Kirche im Patronatsgestühl und die Erwähnung im Gebet, teils wirkliche Rechte, wie z. B. die Möglichkeit, bei einer Wiederbesetzung einer Pfarrei den neuen Pfarrer der kirchlichen Instanz vorzuschlagen (Präsentationsrecht) und das Vetorecht bei der Übernahme des Pfarramts durch eine dem Patron nicht genehme Person ausüben zu können. Außerdem stand dem früheren Kirch(en)herrn das Begräbnis in der Kirche zu. Diese Stellung bei historischen Patronaten ist auch in der Gegenwart an zahlreichen Kunstschätzen in Kirchen ablesbar.
Einen Sonderfall stellt das noch heute bestehende Patronat an der deutschen St.-Petri-Kirche in Kopenhagen dar: Hier entwickelte sich der Patron im Laufe des 17. Jahrhunderts von einer Kontrollinstanz zum obersten Lobbyisten der Gemeinde.

## Bedeutung der Patronatsverträge heute
Historische Kirchenpatronate bestehen im Westen Deutschlands in größerer Anzahl. Im Bistum Augsburg bspw. bestehen noch 22 private bzw. 35 kommunale Patronate, die den Patronatsherrn bzw. den jeweiligen Stadt- oder Gemeinderat berechtigen, dem Bischof einen Pfarrer ihrer Wahl zu präsentieren. Manche Patronate werden nicht mehr oder zurückhaltend ausgeübt, d. h. der Präsentationsberechtigte und der Bischof verständigen sich vor der Präsentation auf den zu Präsentierenden. Es gibt jedoch nach wie vor Patronatsherren, die ihr Recht in alter Weise ausüben. Das II. Vatikanische Konzil forderte das freie Ernennungsrecht der Bischöfe bezüglich der Besetzung der Pfarreien ihrer Diözesen (Christus Dominus, Nr. 18 und 21). Von manchen Diözesen wurde infolgedessen der Versuch unternommen, Patronate zurückzudrängen. Ein Rechtsstreit in der Diözese Passau beispielsweise trägt zur Klärung der Rechtssicherheit für bestehende Patronate bei: Die Apostolische Signatur, das Höchstgericht der Kirche, zeigt in ihrem Urteil die Kriterien für den Weiterbestand von Patronatsrechten auf.
In der Evangelischen Landeskirche in Baden wird bei der Besetzung der regional erhaltenen Patronatspfarrstellen sowohl zur Eröffnung wie zum Abschluss des Verfahrens das Einverständnis des Patrons gesucht; auch die Wahlvorschlagsliste seitens der Landeskirche wird mit ihm abgestimmt. Die Wahl selbst erfolgt durch die Gemeinde, sofern es nicht zu einem Besetzungsverfahren seitens der Landeskirche kommt – in das wiederum der Patron eingebunden wäre. Vor Änderungen dieser Regeln hat die Landeskirche den Patronatsinhabern eine Anhörung eingeräumt.
In der Evangelischen Landeskirche in Württemberg sind die letzten Patronatsrechte auf ursprünglich württembergischen Gebiet, die seit 1920 noch 137 Pfarrstellen betroffen hatten, 1992 mit dem Ableben des letzten Patronatsherrn Reinhard von Koenig-Fachsenfeld (1899–1992), der 1988 sein Recht an der Pfarrstelle Fachsenfeld bei Aalen letztmals wahrgenommen hatte, endgültig erloschen. Lediglich für die Pfarrei Schluchtern, die erst 1974 von der badischen in die württembergische Landeskirche umgegliedert wurde, existiert noch heute das Patronatsrecht des Fürstenhauses zu Leiningen mit Sitz in Amorbach. Zuletzt wurde das Patronatsrecht bei der Besetzung der Pfarrstelle mit dem heutigen (Stand: 2022) Pfarrer 2014 wahrgenommen.
In der Evangelisch-lutherischen Landeskirche Hannovers gab es im Jahr 2012 noch 131 Patronate. Neue Patronate können nicht entstehen.
Im Osten Deutschlands kam das ritterschaftliche Patronat zumindest praktisch zum Erliegen (wenn auch nicht zwingend rechtlich), da Rittergutsbesitzer dort flächendeckend zwischen 1945 und 1949 von ihren Höfen vertrieben wurden. Allerdings wird darauf hingewiesen, dass die Patronate rechtlich nicht zwingend abgeschafft worden sind und überwiegend dinglich mit dem Land verbunden waren. Insofern hätten die heutigen Eigentümer das Patronatsrecht inne. Praktisch ist die Rechtslage in den evangelischen Landeskirchen im Osten Deutschlands jedoch unterschiedlich. In einigen Landeskirchen ist das Patronatsrecht nicht bloß faktisch zum Erliegen gekommen, sondern besteht heute nicht mehr. Andere Landeskirchen gehen zielgerichtet aus Gründen des Denkmalschutzes dazu über, alte Patronatsverträge neu zu beleben oder sogar neue Patronatsverträge abzuschließen.